# Tomás Bretón
Tomás Bretón y Hernández (Salamanca, 29 de diciembre de 1850 - Madrid, 2 de diciembre de 1923) fue un compositor, violinista y director de orquesta español.
Tuvo un papel muy relevante en la música española del último tercio del siglo XIX, gracias al sainete lírico La verbena de la Paloma y a óperas como La Dolores y Los amantes de Teruel.

## Biografía

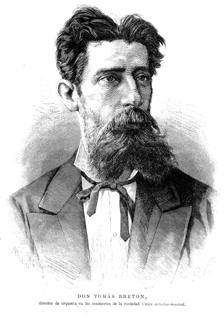
Retrato de Tomás Bretón

Tomás Bretón nació en Salamanca el 29 de diciembre de 1850. Realizó sus primeros estudios musicales en la Escuela de Nobles y Bellas Artes de San Eloy en su ciudad natal, donde se ganó la vida tocando en pequeñas orquestas provinciales, teatros e iglesias. A los 16 años, animado por el director Luis Rodríguez de Cepeda, quien le prometió un puesto en su orquesta, se trasladó a Madrid, donde tocó en orquestas de teatros de zarzuela y continuó su aprendizaje en el Real Conservatorio bajo las enseñanzas del maestro Emilio Arrieta. En 1872 recibió, junto con Ruperto Chapí, el primer premio de composición del Conservatorio.
Tras varios años trabajando en pequeños teatros en 1880 fue becado por la Academia de Bellas Artes de San Fernando para estudiar en el extranjero, residiendo en Roma, Milán, Viena y París entre 1881 y 1884.  Allí encontró tiempo para trabajar en obras más ambiciosas, como el oratorio El Apocalipsis y su ópera Los amantes de Teruel. Contó con la protección de Guillermo Morphy, el conde de Morphy, quien le ayudó en su lucha por poner en escena Los amantes de Teruel. El estreno de esta última en el Teatro Real de Madrid le consolidó como el principal impulsor de la ópera española.
Debe destacarse además su intensa labor como director de orquesta, primero en la Unión Artístico Musical (1878-81), que él mismo fundó, como en la Sociedad de Conciertos de Madrid, principal orquesta madrileña que dirigió entre 1885 y 1891. Logró consolidar los ciclos de conciertos en Madrid con programaciones abiertas a la música española y a las novedades internacionales. En 1901 asumió la dirección del Conservatorio de Madrid, puesto que mantuvo hasta su jubilación en 1921, luchando por modernizar las enseñanzas del centro y buscando relaciones internacionales. Murió en Madrid el 2 de diciembre de 1923.

## Obra

### Ópera española
La ópera constituye el hilo conductor de la carrera de Tomás Bretón, a pesar de que su intensa actividad le llevó a otros campos, como director de orquesta, director del Conservatorio de Madrid y prolífico compositor en campos poco desarrollados en España como la música sinfónica y de cámara, además de realizar numerosas zarzuelas en muy diferentes géneros y estilos. No obstante, la ópera fue su verdadera obsesión y siempre tuvo sobre su mesa un libreto sobre el que trabajaba. Son muy numerosos los escritos en los que defendió la importancia de la ópera nacional, escribiendo entre 1885 y 1919 folletos, conferencias y discursos que expuso en los principales foros culturales de su época, como la Academia de Bellas Artes, Ateneo de Madrid, Círculo de Bellas Artes y el propio Conservatorio, del que fue director durante más de veinte años. En ellos insiste siempre en las mismas ideas, criticando la desidia y desinterés de las infraestructuras musicales de su época, y proponiendo opciones para solucionar el problema de la ópera nacional:

#### Utilización del español en la ópera
Según Bretón, el rasgo fundamental es la utilización del español, proponiendo incluso la traducción del repertorio internacional, a la manera de otros países, como Alemania o Inglaterra. No obstante, este rasgo también favorece el desarrollo de un estilo musical propio, en el que se integran temas y cantos nacionales, sin buscar ningún carácter de esencia, ni ninguna mística nacionalista a la manera de Pedrell.

#### Asimilación en la ópera nacional de los modelos operísticos internacionales
Bretón no renuncia a sintetizar en sus obras las prácticas europeas, tanto la grandiosidad de la ópera francesa, como el desarrollo sinfónico wagneriano o la tradición italiana, a la que no renuncia dada la afinidad latina de lo español.

#### El desarrollo de la ópera nacional: no solo una cuestión cultural, sino también económica

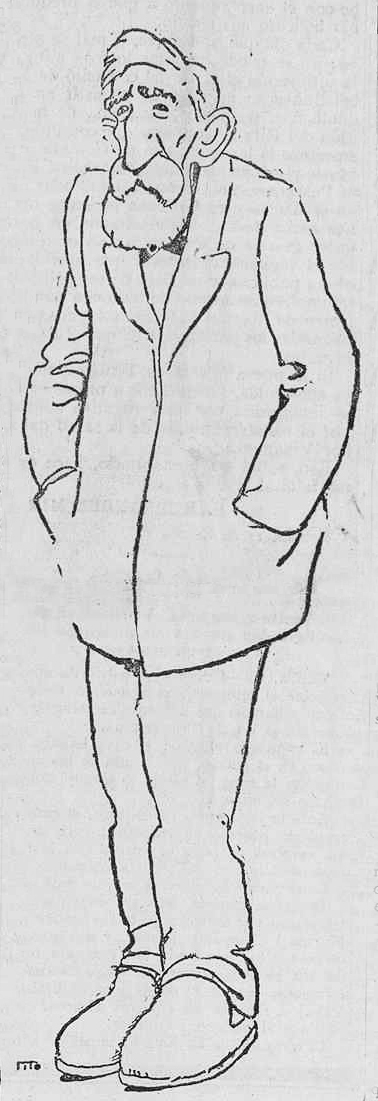
Caricatura de Bretón por Tito (La Libertad, enero de 1923)

Esto debido a que permitirá el desarrollo de teatros y redes de producción nacionales que repercutirán en la economía española. De esta manera, los gastos de la ópera no irán a parar a los divos y compositores extranjeros, sino a los artistas nacionales, que encontrarán en la ópera un importante medio de vida. Además, el mercado es potencialmente muy amplio debido a las posibilidades que ofrece la América de habla hispana.
La defensa de la ópera nacional no se limitó al plano teórico, sino que a lo largo de su vida compuso una serie de óperas en las que exponía de manera práctica sus ideas. Su primera ópera fue Guzmán el Bueno (1876), trabajo de corte escolar con un excesivo carácter tradicional condicionado por el libreto de Arnao. Aun así, el estreno de esta modesta ópera en un acto resultó bastante complicado, lo que ponía en evidencia la escasa receptividad de los teatros españoles para el género operístico. La disponibilidad de tiempo para trabajar facilitada por la beca de la Academia de Roma entre 1881 y 1884, ofreció a Bretón la posibilidad de afrontar un trabajo operístico más complejo y ambicioso en Los amantes de Teruel, que no se estrenó hasta 1889 tras una larga polémica. El modelo elegido fue el del melodrama romántico de temática histórica, inspirado en una leyenda medieval, que hacia 1880 estaba ya en desuso en la ópera europea. El propio Bretón tuvo que escribir el libreto ante la ausencia de literatos españoles interesados en la ópera. Aun así, en su estilo musical integró las diferentes prácticas operísticas, sintetizando las corrientes wagnerianas con la tradición belcantista italiana. De esta manera, la preponderancia de las voces –que mantienen siempre el protagonismo– no impidió un destacable desarrollo sinfónico, con un elaborado tejido de temas recurrentes a manera de leitmotiv. Esta influencia puede resultar paradójica a la vista de algunos comentarios muy críticos con la obra de Wagner, como los que anotó en su diario durante su estancia en Viena, aunque Bretón tan solo rechazó los aspectos más modernos del drama lírico wagneriano, especialmente las atrevidas innovaciones armónicas. De hecho, el modelo operístico en que se inspira el maestro salmantino es el de la ópera romántica del primer período de Wagner, como queda con claridad demostrado en su siguiente ópera, Garín o l'eremita di Montserrat (1892), directamente inspirada en Tannhäuser. En este nuevo trabajo, encargado por el Círculo del Liceo de Barcelona, su música mostró una mayor madurez con una marcada tendencia a romper la estructura cerrada de los números, en favor de un drama lírico abierto –articulado en escenas– más próximo a las concepciones wagnerianas. Así, en Garín o l'eremita di Montserrat se integran con mayor acierto en el discurso dramático todos los elementos musicales, tanto en el aspecto sinfónico como en el vocal, además de algunos motivos populares catalanes.
En estos primeros trabajos operísticos, Bretón utilizó los modelos europeos –tanto italianos como germánicos– sin preocuparse por el carácter nacional, salvo pequeños detalles de color local para caracterizar algunas situaciones. Según manifiesta en sus escritos, la ópera nacional se sustentaba con exclusividad en la utilización del idioma nacional, concepción que le alejaba de las ideas herderianas de Pedrell con la búsqueda del espíritu de los cantos populares. El énfasis en los elementos populares va a emerger del contacto con la estética realista –que tenía su correlato operístico en el verismo– en La Dolores (1895), que él mismo denominó “ópera española” por primera vez. En La Dolores lo popular surge del esfuerzo de representar sobre la escena la música que se utilizaba en el ambiente real en que se desarrolla la acción, que Bretón reproduce con la mayor fidelidad, lejos de los tópicos efectistas del género; un claro ejemplo de esto lo podemos encontrar en la famosa jota del final del primer acto. Pero además los elementos de la música popular se integran plenamente en el discurso musical, desde pequeños detalles melódicos hasta el uso de la cadencia “andaluza” en las escenas de mayor dramatismo, como los dúos de Dolores y Melchor o la lucha del final de la ópera. La relación con el verismo se nota además en la simplificación del discurso musical, que produce un mayor protagonismo de las voces en detrimento de la elaborada trama sinfónica de sus anteriores óperas, como lo demuestra la escasez de temas y motivos recurrentes. De esta manera, La Dolores suponía una ruptura con sus anteriores modelos, planteando una original adaptación de las prácticas veristas a la música española, tal como sucede en toda Europa en la década final del siglo XIX.
Resulta difícil comprender por qué Bretón no continuó en su siguiente trabajo operístico con la línea iniciada en La Dolores, que además de constituir un gran éxito de público había resultado tan acertada como propuesta de ópera nacional. Así, en Raquel (1900) regresó a los modelos del melodrama histórico de sus primeros trabajos. Sin duda, Bretón elegía los temas que le parecían más dramáticos, al margen de cualquier prejuicio sobre su carácter nacional. El maestro salmantino vio en el tema de la judía de Toledo grandes posibilidades para caracterizar musicalmente la atractiva pasión amorosa de los personajes protagonistas enmarcada en un ambiente que oscilaba entre el carácter marcial de la corte cristiana y el mundo exótico y orientalizante de los hebreos. De hecho, lo más original de Raquel fue este segundo elemento, desarrollado tanto con los modelos musicales del denominado «alhambrismo sinfónico» –como las magistrales danzas del tercer acto– como con la apropiada austeridad de los cantos hebreos del comienzo. El propio Bretón la calificó como su “mejor ópera”, comentario que a la vista de la calidad de la partitura parece bastante razonable, demostrando que el duro juicio –tanto del público como de la crítica– con que fue recibida era fruto de la desidia del Teatro Real hacia la ópera nacional.
Raquel supuso además una nueva experiencia negativa con la empresa del Teatro Real, que no le pagó los escasos derechos de representación que le correspondían. El desinterés por la ópera española en este teatro alcanzó su grado máximo en los años siguientes, en especial durante la conservadora gestión de José Arana. Esto dejó en un cierto desamparo las producciones operísticas nacionales, agravado por el fracaso del proyecto del Teatro Lírico. Aun así es esta situación la que justifica la libertad de los últimos trabajos operísticos de Bretón, ayudada además por su favorable posición económica y social, a raíz de asumir el cargo de director del Conservatorio de Madrid en 1901. De esta manera, en Farinelli (1902) explora la música histórica, con una recreación del mundo musical del famoso castrado sobre anacrónicos modelos del Clasicismo, sin renunciar a un lenguaje musical próximo al del verismo por su intensidad expresiva. Más original fue la propuesta de Don Gil de las calzas verdes (estrenada en 1914, aunque finalizada en 1910), en la que abandona el drama por la comedia en uno de los escasos intentos de convertir en ópera el teatro del Siglo de Oro. Este cambio de carácter se refleja en un lenguaje musical de carácter más ligero, con una música más sencilla y tonal, que el propio Bretón definió como «deliciosa». Muy diferente fue su última ópera, Tabaré (1913), un original proyecto sobre la epopeya uruguaya de Juan Zorrilla de San Martín, con un discurso musical muy influenciado por el Tristán wagneriano y sonoridades atrevidas para caracterizar el ambiente americano. Con todos estos títulos Bretón manifiesta su independencia estilística, fruto de la madurez de su estilo musical, cerrando una trayectoria operística que no tiene parangón en ningún músico de su generación, tanto por su continuidad como «por la calidad de sus partituras».

### Sinfonías
Tomás Bretón compuso tres sinfonías, además de una obra de juventud incompleta denominada Sinfonía a grande orquesta «La necesidad» (cuyo manuscrito está firmado en Burgos, 1867 – Madrid 1868), de la que solo se conserva el primer movimiento (Maestoso – Allegro).
La Sinfonía nº1 en Fa mayor fue compuesta en 1872 para la Sociedad de Conciertos de Madrid, la primera orquesta sinfónica estable de Madrid. Está dedicada al compositor Arrieta, director del Conservatorio de Madrid, con quien Bretón finalizó sus estudios ese mismo año. La obra fue presentada en un ensayo en diciembre de 1872 y estrenada el 22 de marzo de 1874 en el quinto concierto de la temporada en el Teatro y Circo del Príncipe Alfonso de Madrid, bajo la dirección de Jesús de Monasterio. La obra posee una estructura clásico-romántica en cuatro movimientos:
I Allegro moderato
II Andante
III Scherzo
IV Final Allegro.
La Sinfonía nº2 en Mi bemol mayor fue compuesta entre diciembre de 1882 y marzo de 1883, durante su estancia en Viena como becario de la Real Academia de Bellas Artes. Sigue los modelos beethovenianos, con referencias claras a la Sinfonía heroica. Estrenada el 2 de marzo de 1890 por la orquesta de la Sociedad de Conciertos de Madrid, bajo la dirección del propio Tomás Bretón, que por entonces era director titular de dicha orquesta. Sus movimientos son:
I Andante assai - Allegro moderato
II Andante
III Presto
IV Allegro impetuoso
En el año 1903, la Sociedad de Conciertos de Madrid se disuelve para dar paso a la Orquesta Sinfónica de Madrid creada en 1904, siendo su director titular Enrique Fernández Arbós a partir de 1905. Es por ello que Bretón compone su nueva Sinfonía debido al vínculo que lo une al director de la nueva orquesta. La Sinfonía nº 3 en Sol mayor no se trata de una obra nueva, sino que de una orquestación del Quinteto para cuerda y piano que había sido estrenado en 1905 y cuya partitura no se ha conservado. La partitura de la Sinfonía en Sol mayor aparece datada en mayo de 1905 y consta de cuatro movimientos las sinfonías clásico-románticas. Los movimientos son:
I Allegro non tanto
II Andante con moto
III Scherzo
IV Allegro.
Las sinfonías se han recuperado en tiempos modernos gracias a la edición crítica realizada por Ramón Sobrino para el Instituto Complutense de Ciencias Musicales, que partió de los manuscritos del propio compositor y los materiales conservados en el archivo de la Sociedad de Conciertos. En 1992 realizó la edición crítica de la Sinfonía n.º 2 en Mi bemol mayor, que fue grabada por la Orquesta Sinfónica de Castilla y León, bajo la dirección de Max Bragado. En 2012 editó las otras dos sinfonías, permitiendo la grabación de la primera integral de las sinfonías de Tomás Bretón realizada por la Orquesta Sinfónica de Castilla y León bajo la dirección de José Luis Temes.

### Composiciones

#### Zarzuelas
- Los dos caminos, zarzuela en 1 acto estrenada en 1874 con libreto de Calixto Navarro.
- El viaje de Europa, zarzuela en 2 actos (1874) con libreto de Feliú y Codina.
- El alma en un hilo, zarzuela en 2 actos (1874) con libreto de Pedro Ponce y Juan Carranza.
- El bautizo de Pepín (1874), en colaboración con el maestro Arche.
- Dos leones, zarzuela en 2 actos en colaboración con Manuel Nieto), estrenada en el Teatro Romea de Madrid, el 30 de noviembre de 1874; texto de Salvador María Granés y Calixto Navarro.
- María (1875), ópera en 2 actos (1875) con libreto de Navarro.
- El 93 (1875), zarzuela en 1 acto con libreto de Navarro.
- El inválido (1875), ópera en 1 acto con libreto de Navarro.
- Un chaparrón de maridos, ópera en 1 acto (1875) con libreto de Rafael María Liern y Anselmo Pilá.
- El barberillo de Orán, (1875)ópera en 3 actos, libreto de Rafael María Liern.
- Por un cantar juguete (1875), sainet cómico lírico en 1 acto, libreto de Alejandro Vidal y Díaz.
- El capitán Mendoza (1876), ópera en 2 actos con libreto de Luis de Olona y Gaeta.
- Huyendo de ellas (1877), ópera en 2 actos.
- Novio, padre y suegro (1877), ópera en 2 actos, libreto de Augusto E. Madan y García.
- ¡Cuidado con los estudiantes! (1877), ópera en 1 acto, libreto de Augusto E. Madan y García.
- Estudiantes y alguaciles (1877), ópera en 1 acto, libreto de Augusto E. Madan y García.
- Contar con la huéspeda o Locuras madrileñas, (1877), ópera en 1 acto, libreto de Luis Pérez.
- Bonito país (1877), zarzuela en colaboración con Federico Chueca y Joaquín Valverde.
- El campanero de Begoña, ópera en 3 actos (1878) con libreto de Mariano Pina Domínguez.
- Corona contra Corona (1879), ópera en 3 actos, libreto de Navarro.
- Las señoritas de Conil (1880), pasillo cómico lírico en 1 acto, libreto de R. Palomino de Guzmán.
- Los amores de un príncipe (1881), ópera en 3 actos, libreto de José Sala y Ramiro Sirgue.
- Vista y sentencia (1886), zarzuela bufa en 1 acto, libreto de Navarro y Granés.
- El grito en el cielo (1886), ópera en 1 acto, libreto de Navarro.
- Bal masqué (1888), ópera en 1 acto, libreto de Strauss y Bretón.
- El caballo del señorito (1890), ópera en 1 acto, libreto de Ricardo de la Vega.
- La verbena de la Paloma, sainete lírico en 1 acto en honor a las fiestas de la Paloma,  es quizás su obra más famosa, fue estrenada el 17 de febrero de 1894; el libreto es de De la Vega.
- El domingo de Ramos (1894), ópera en 1 acto, libreto de Miguel Echegaray.
- Al fin se casa la Nieves (1895), ópera en 1 acto, libreto de De la Vega.
- Botín de guerra (1896), zarzuela en 1 acto, libreto de Eusebio Sierra.
- El guardia de corps (1897), ópera en 1 acto, libreto de Mariano Vela y Carlos Servet Fortunyo
- El puente del diablo (1898), ópera en 1 acto, libreto de Mariano Vela y Carlos Servet Fortunyo
- El reloj de cuco (1898), ópera en 1 acto, libreto de Manuel de Labra y Enrique Ayuso.
- El clavel rojo (1899), ópera en 3 actos, libreto de Guillermo Perrín y Miguel de Palacios.
- La cariñosa (1899), ópera en 1 acto, libreto de José Jackson Veyán.
- Covadonga (1900), ópera en 3 actos, libreto de Marcos Zapata y Eusebio Sierra.
- La bien plantá (1902-1904), ópera en 1 acto, libreto de Vela y Servet.
- El ojo del amo (1901).
- Farinelli, ópera con una versión en concierto.
- La paz del campo (1906), zarzuela-sainete en 1 acto, libreto de Enrique Vega.
- El sueño de Regina (1906), ópera en 1 acto, libreto de Manuel Linares Rivas.
- Ya se van los quintos, madre (1908), ópera en 1 acto, libreto de Alfonso B. Alfaro.
- La generosa (1909), ópera en 1 acto, libreto de Gabriel Merino.
- Piel de oso (1909), ópera en 1 acto, libreto de José Luis Barbadillo y A. Custodio.
- Al alcance de la mano (1911), ópera en 1 acto, libreto de Jorge y José de la Cueva.
- Las percheleras (1911), ópera en 1 acto, libreto de Mihura y González del Toro.
- Los húsares del Zar (1914), ópera en 1 acto, libreto de R. Campo, Avilés Meana y Carlos Rufart Camps.
- La guitarra del amor (1914), fantasía musical en 1 acto, libreto de Perrín y de De Palacios.
- Las cortes de amor o El trovador Lisardo (1914), opereta en 3 actos, libreto de Jacinto Soriano.
- Fraile fingido (1919), ópera en 1 acto, libreto de Luceño.

#### Óperas españolas
- Guzmán el Bueno, ópera en 1 acto estrenada en el Teatro Apolo (1877) con libreto de Antonio Arnao.
- Los amantes de Teruel, ópera en 4 actos estrenada en Madrid el 12 de febrero de 1889, sobre un libreto escrito por el propio Tomás Bretón basándose en la obra original de Juan Eugenio Hartzenbusch.
- Garín, ópera en 4 actos estrenada en el Teatro del Liceo de Barcelona, el 14 de mayo de 1892, con libreto de Cesare Fereal.
- La Dolores, ópera estrenada el 16 de marzo de 1895 en el Teatro de la Zarzuela con libreto de Feliú y Codina.
- El certamen de Cremona (1906), comedia musical en 1 acto, libreto de Carlos Fernández Shaw, basado en una obra de Coppée.
- Tabaré, ópera en 3 actos estrenada en Buenos Aires en 1913 basada en la epopeya del poeta uruguayo Juan Zorrilla de San Martín.
- Don Gil de las calzas verdes (1914), ópera en 3 actos, libreto de Tomás Luceño.

#### Música sinfónica
- Sinfonía n.º 1 en Fa mayor (1874). Edición crítica Ramón Sobrino Sánchez, ICCMU.
- Amadís de Gaula, poema sinfónico (1882)
- El Apocalipsis (1882), oratorio para solistas, coro y orquesta
- Sinfonía n.º 2 en Mib mayor (1883). Edición crítica Ramón Sobrino Sánchez, ICCMU.
- Escenas andaluzas (1894). Edición crítica Ramón Sobrino Sánchez, ICCMU.
- Marcha nupcial para la boda de Alfonso XIII y Victoria Eugenia de Battenberg (1902. Edición crítica Víctor Sánchez Sánchez, SGAE.
- Sinfonía n.º 3 en Sol mayor (1905). Edición crítica Ramón Sobrino Sánchez, ICCMU. Se estrenó el 12 de mayo de 1906 en el Teatro Real de Madrid, encargo de su amigo Enrique Fernández Arbós.[4]
- Los Galeotes, poema sinfónico sobre el episodio del Quijote (1905)
- Salamanca, poema sinfónico (1914)
- Elegía y Añoranza, poema sinfónico (1916)

#### Música de cámara
- Cuarteto de cuerda en Sol  (1866)
- Trío en mi mayor (1893) para piano, violín y violonchelo
- Cuarteto de cuerda en re mayor (1902)
- Quinteto para piano y cuerda (1905)
- Cuarteto de cuerda en do menor "Dramático" (1907)
- Cuarteto de cuerda en mi Mayor (1909)
- Sexteto para viento (1909)
- Cuatro piezas españolas para violín, violonchelo y piano
- Canciones sobre poesías de Bécquer

## Vida masónica
Se inició en la masonería en la Logia "Fraternidad Ibérica", de Madrid, perteneciente al Gran Oriente Nacional de España (GONE) en junio de 1873, con 22 años de edad. El templo masónico de dicha logia estaba situado en aquel entonces en la calle Preciados, número 33. En 1881, fue nombrado miembro adjunto del Consejo de Administración y Disciplina del Gran Oriente Nacional de España. Obtuvo el grado 30.º del Rito Escocés Antiguo y Aceptado en 1887, el 31.º en 1889, el 32.º en 1893 y el 33.º en 1894.

## Discografía
- Tomás Bretón: Las tres Sinfonías. Orquesta Sinfónica de Castilla y León. Director: José Luis Temes. 2 CD. VERSO, 2012.
- Conciertos románticos españoles de violín: Tomás Bretón y Jesús de Monasterio. Ara Malikian (violín), Orquesta Sinfónica de Castilla y León, Alejandro Posada (director). CD. Tritó, 2010.
- Escenas andaluzas / En la Alhambra / Opera Preludes (Guzmán el Bueno, Sardana de Garín, Los amantes de Teruel). Orquesta de la Comunidad de Madrid, Miguel Roa (director). NAXOS, 2005.
- La Dolores. Teatro Real de Madrid, 2004. Alfredo Portilla (Lázaro), Elisabete Matos (Dolores), Ángel Ódena (Melchor), José Carlos Plaza (director de escena), Antoni Ros-Marbà (director). DVD.
- La Dolores. Plácido Domingo (Lázaro), Elisabete Matos (Dolores), Manuel Lanza (Melchor), Stefano Palatchi (Rojas), Enrique Baquerizo (Patricio). Cor del Gran Teatre del Liceu, Cor Infantil del Conservatori de Badalona, Rondalla y Orquesta Sinfónica de Barcelona y Nacional de Cataluña, Antoni Ros-Marbà (director). 2 CD. DECCA.
- El alhambrismo sinfónico. Obras de Chapí, Bretón, Monasterio y Carreras. Orquesta Ciudad de Granada, Juan de Udaeta (director). Almaviva, 1992.
- Trío con piano en Mi Mayor / Cuarteto en Re Mayor. Marco Polo, 1994.